# 벨로레첸스크

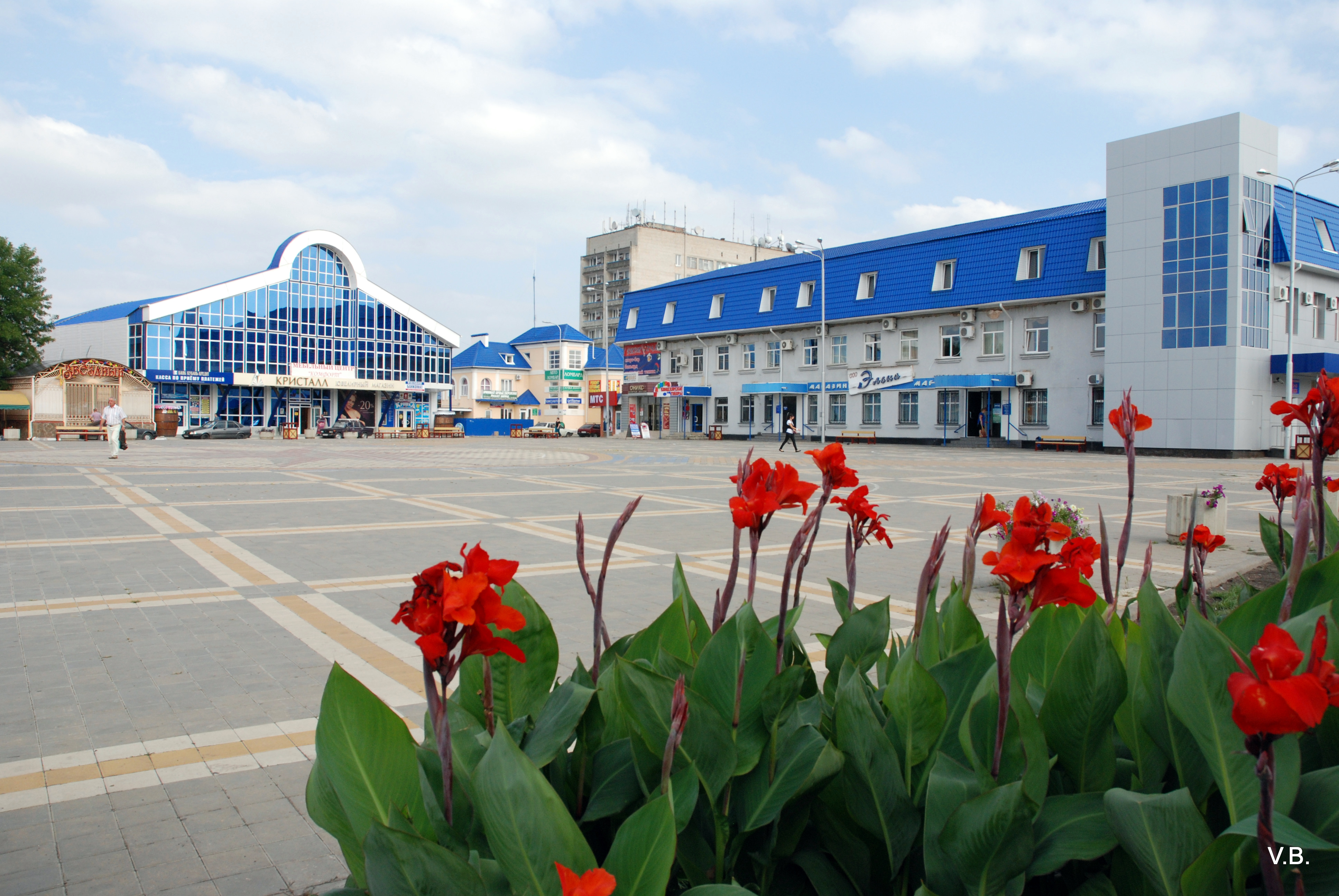
중앙 광장

벨로레첸스크(러시아어: Белоре́ченск)는 러시아 크라스노다르 변경주에 있는 도시이다. 쿠반강의 지류인 벨라야강에 위치하며, 강에서 도시 이름이 유래했다. 인구는 2010년 기준 53,892 명. 1862년 코사크족의 정착지로 세워졌으며 1958년 도시 지위를 받았다. 소련 시대에는 이곳에 굴라그가 존재했다.